# Лебединка (Голованівський район)
Лебеди́нка — село в Україні, у Перегонівській сільській громаді Голованівського району Кіровоградської області. Населення становить 206 осіб. Колишній орган місцевого самоврядування — Лебединська сільська рада.

## Історія
Перша згадка про Лебединку датується 1682 роком.
В книзі 1895 року, автором якої є В.Б.Антонович, яка має назву "Археологічна мапа Київської губернії"  зазначено, що в селі Лебединка є 13 курганів. 
В книзі Похилевича 1864 року "Сказання про населені місцевості Київської губернії" вказано, що Лебединка село в 1 верстві нижче Табанового, по річці Ятрань. Всього мешканців разом з Лащівкою (в ориг. зап. так називається частина села розташована нижче по річці) 696; землі 3402 десятини. Належить Вікентію Івановичу Сенковському. Церква Богородична, дерев'яна, 6 класу; землі має 45 десятин; збудована 1764 року; дзвіниця при ній кам'яна.

## Населення
Згідно з переписом УРСР 1989 року чисельність наявного населення села становила 363 особи, з яких 161 чоловік та 202 жінки.
За переписом населення України 2001 року в селі мешкало 290 осіб.

### Мова
Розподіл населення за рідною мовою за даними перепису 2001 року:
| Мова       | Відсоток |
| ---------- | -------- |
| українська | 97,93 %  |
| російська  | 1,38 %   |
| молдовська | 0,69 %   |